# قانون تابعیت کویت
قانون تابعیت کویت (انگلیسی: Kuwaiti nationality law) مسیر حقوقی برای اتباع خارجی است تا شهروند کویت محسوب گردند. قانون تابعیت کویت بر اساس طیف وسیعی از احکام، ابتدا در سال ۱۹۲۰ سپس در سال ۱۹۵۹ شکل گرفت. مدتی بعد در سال ۱۹۶۰، یک حکم امیری مصوب گردید. از دههٔ ۱۹۶۰، اجرای قانون تابعیت خیلی خودسرانه و بدون شفافیت بود. عدم شفافیت باعث می‌شد تا اتباع خارجی نتوانند از شانس برابر برای کسب شهروندی برخوردار شوند. در سال‌های ۱۹۸۰، ۱۹۸۲، ۱۹۹۴، ۱۹۹۸ و ۲۰۰۰ برخی اصلاحیه‌ها روی مصوبه انجام گرفت.